# 키릴로스 (9세기)

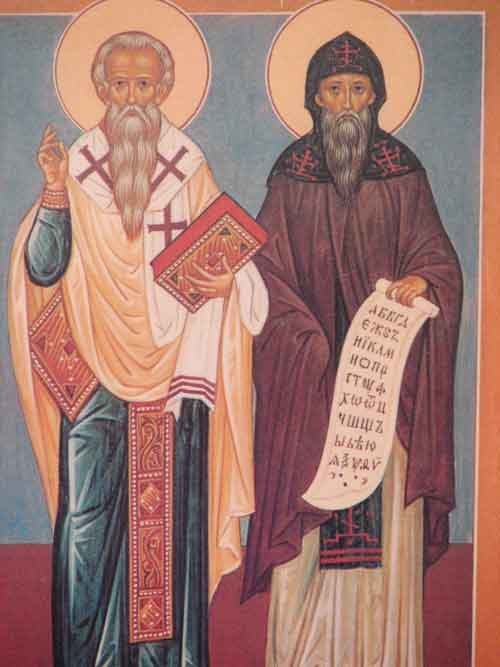
성 키릴로스와 성 메토디우스 형제

키릴로스(그리스어: Κύριλλος, 교회 슬라브어: Кѷрїллъ, 827년 ~ 869년)는 동로마 제국의 기독교 수사이자 신학자이며 선교사이자 언어학자였다. 그는 형인 메토디오스(그리스어: Μεθόδιος, 교회 슬라브어: Мєѳодїи, 815년 ~ 885년)와 함께 슬라브족에 대한 선교 사업에 나서 슬라브족을 기독교화하는데 큰 역할을 한 것으로 유명하다. 특히 슬라브족의 선교를 위해 글라골 문자를 발명했다고 전해진다. 생존시 원래 이름은 콘스탄티노스(그리스어: Κωνσταντίνος)로 키릴로스라는 이름은 죽기 직전에 사용한 것으로 보인다. 그의 제자인 나움과 클레멘트가 키릴문자를 만들었다. 형인 메토디오스와 함께 로마 가톨릭교회, 동방 정교회, 성공회에서 모두 성인으로 추대되었기 때문에 성 키릴로스라고도 한다. 축일은 2월 14일이다.

## 생애

### 어린 시절
키릴로스와 메토디오스는 그리스 테살로니키의 동로마 제국의 해군 제독의 집안에서 태어났다. 본명은 콘스탄티노스로 14살에 부모를 여의고 고아가 되었고 당시의 영향력있는 궁정 신하였던 환관 테옥티스투스에 의해 발탁되어 콘스탄티노폴리스로 와서 콘스탄티노폴리스 대학교에서 공부했다. 키릴로스는 일찍부터 학식과 덕망을 높이 인정받았고 당대의 대학자인 포티우스의 휘하에 들어와 사서로 임명되었다. 그는 수사학, 신학, 천문학 등을 배웠으며 특히 언어학에 뛰어난 재능을 보였다. 그는 거의 모든 언어에 뛰어나 라틴어, 아랍어, 슬라브어, 그리스어를 유창하게 구사했고 황제 미카일 3세로부터 “모든 테살로니키인들은 슬라브어를 완벽히 구사하는가….” 라는 찬사를 받았다고도 전한다.
이후 그는 하자르족에 대한 선교에 나서 많은 사람들을 기독교로 개종시키고 하자르족 군주의 호의를 얻어 그리스도인 포로 2,000명을 해방시키기도 하였다. 그는 다른 유일신교인 유대교와 이슬람에 대한 연구를 하는 한편 유대교를 강하게 비판하기도 했는데 아마도 하자르족의 전도를 위해서였을 것이다.

### 슬라브족의 선교

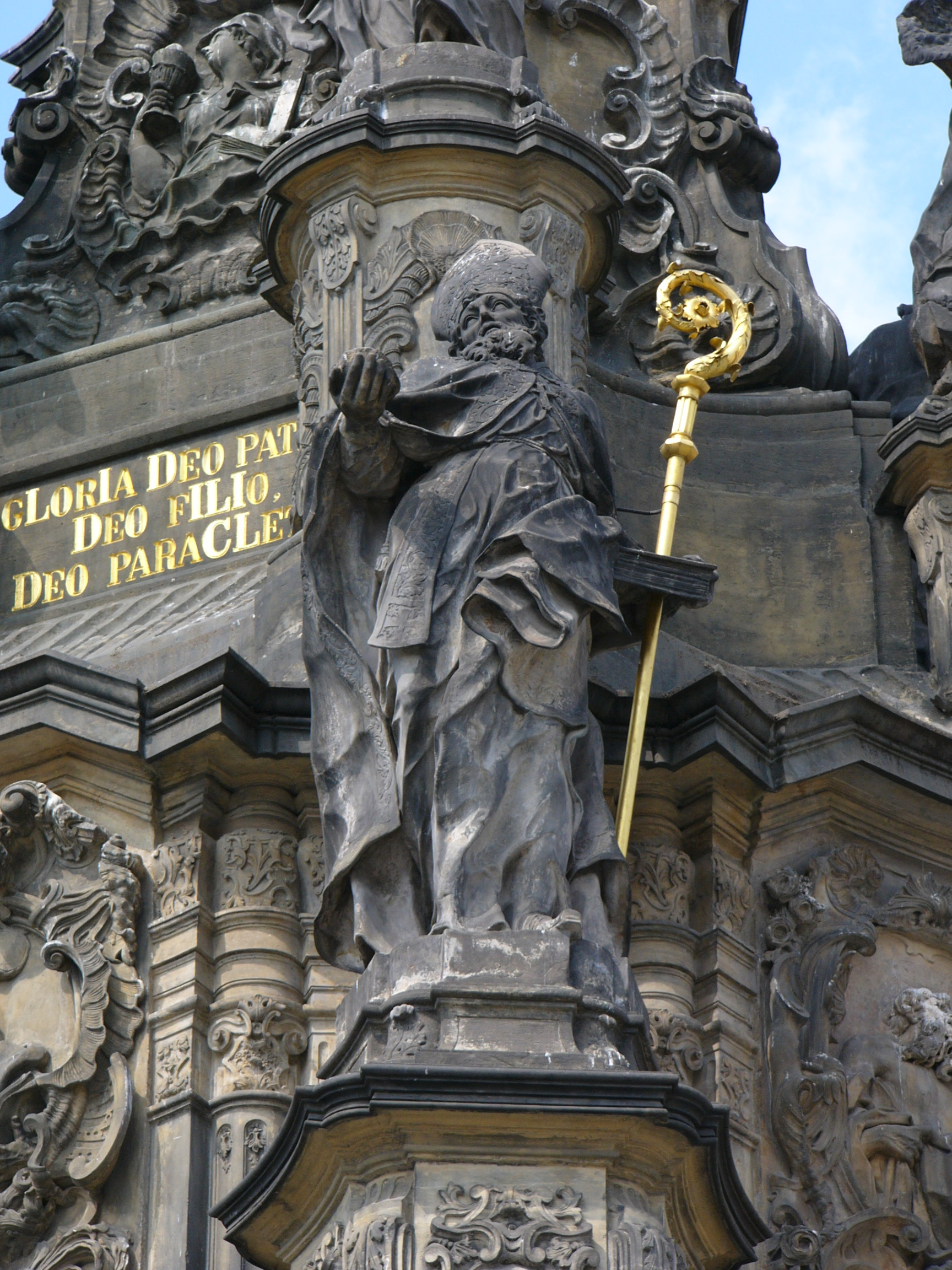
키릴로스의 동상(올로모우츠의 성 삼위일체 기둥, 체코)

862년 대모라바 왕국의 군주 라스티슬라프가 황제 미카일 3세와 콘스탄티노폴리스 총대주교 포티우스에게 사절을 보내 기독교로 개종하게 해줄 것을 요청하였다. 사실 라스티슬라프의 요청은 종교적이라기보다는 정치적인 것이었다. 그는 북서부의 국경에서 프랑크족의 압박을 받았는데 프랑크의 루트비히 2세가 불가리아의 보리스 1세와 동맹을 맺자 자신도 동맹 세력이 필요했던 것이다. 이는 항상 콘스탄티노폴리스 교회의 영향력 확대를 바라는 황제와 포티우스에게 절호의 기회였기 때문에 언어에 뛰어난 키릴로스가 선정되었고 864년 초여름 키릴로스와 메토디우스 형제는 모라비아로 떠나 그곳에서 슬라브족의 선교에 헌신했다.
일설에 따르면 키릴로스는 그 때까지 문자가 없었던 슬라브어를 표현하기 위해 새 문자를 발명해서 성서와 일부 기도문을 번역했는데 그가 사용한 언어는 마케도니아식 슬라브어였다고 한다. 모라비아인들이 쓰는 언어와는 달랐기 때문에 모라비아 선교는 실패했지만 나중에 이 문자들은 슬라브족의 언어 발달에 지대한 공헌을 했다. 예전에는 키릴로스가 고안한 문자는 현대의 키릴 문자가 아니라 더 조악하고 오래전에 사멸한 글라골 문자라고 생각했으나 최근의 연구에 의해 부정되었다.

### 교황과의 관계와 죽음
867년 교황 니콜라오 1세는 키릴로스와 메토디우스 형제를 로마로 초청하여 그들의 선교지역인 슬라브 지방의 관할권을 주장하고 라틴 전례만을 고집하는 잘츠부르크 대주교 테오트마르와 파사우 주교간에 벌어진 분쟁을 해결하려고 하였다. 그러나 니콜라오 교황은 11월 13일에 갑작스럽게 선종하였고 이듬해 키릴로스와 메토디우스는 로마에 도착하여 당시 로마의 새로운 교황으로 등극한 교황 하드리아노 2세에게 자신들의 입장을 설명하였다. 새로운 교황은 그들의 입장에 동조해 슬라브식 전례를 사용하는 것을 공식적으로 승인했다. 그러나 키릴로스는 868년 말 갑작스럽게 병이 들었고 이듬해인 869년 2월 14일 로마에서 죽었다. 일설에는 죽기 직전 주교의 자리에 봉해졌다고 하나 증거는 희박하다.
키릴로스는 그의 슬라브 선교의 공을 인정받아 동방 정교회로부터 즉각 성인으로 시성되었다. 로마 가톨릭에서는 1880년에 이르러서야 형인 메토디우스와 함께 성인으로 추대되었다. 1985년 교황 요한 바오로 2세는 그들을 ‘유럽의 수호성인’으로 선포하였다.

## 같이 보기
- 메토디우스
- 동로마 제국